# Amtsgericht Ebermannstadt

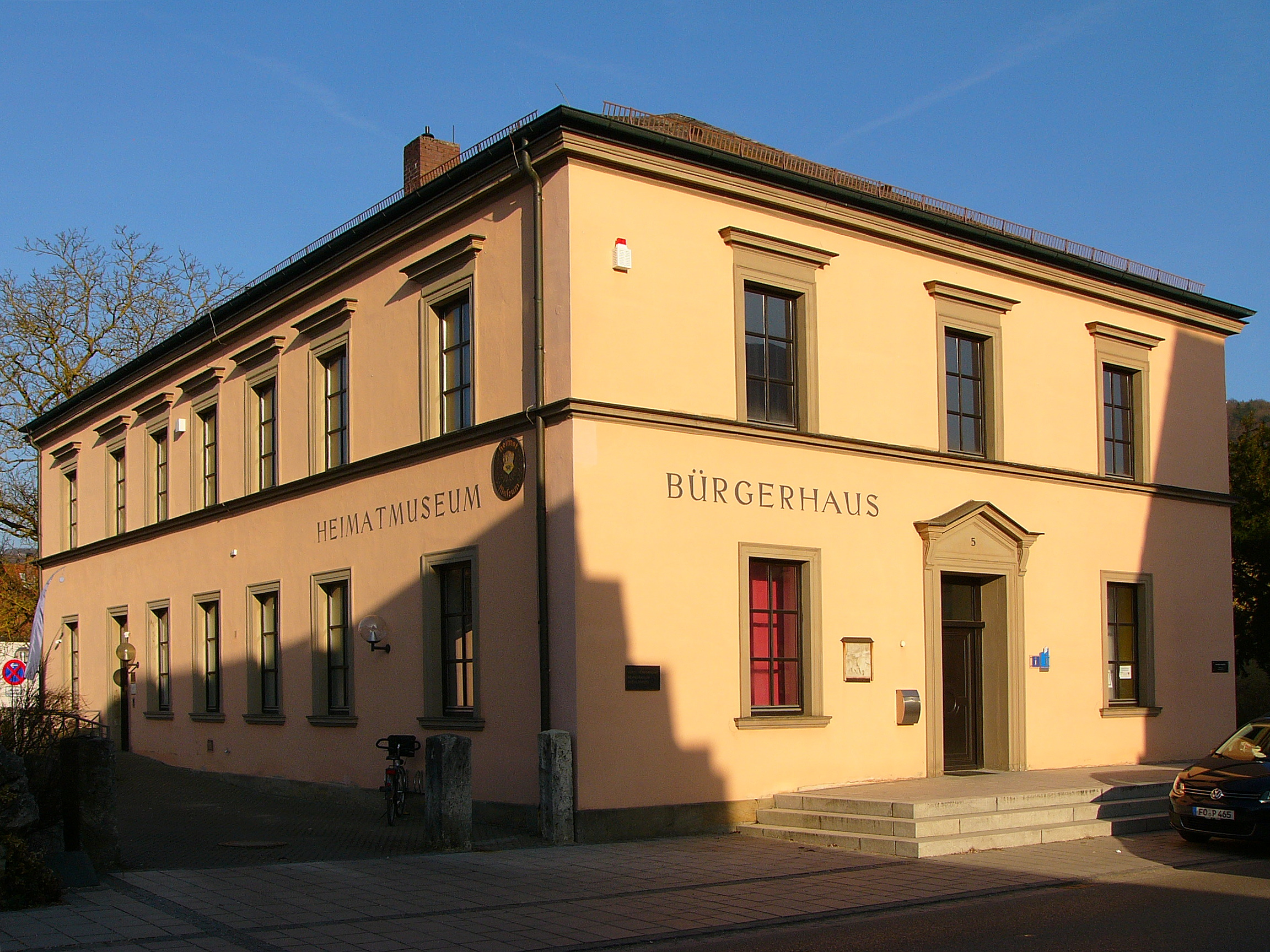
Ehemaliges Amtsgericht (2014)

Das Amtsgericht Ebermannstadt war ein von 1879 bis 1959 bestehendes bayerisches Gericht der ordentlichen Gerichtsbarkeit mit Sitz in Ebermannstadt.

## Geschichte
Im Jahre 1804 wurde im Verlauf der Verwaltungsneugliederung Bayerns das Landgericht Ebermannstadt errichtet. Anlässlich der Einführung des Gerichtsverfassungsgesetzes am 1. Oktober 1879 kam es zur Errichtung eines Amtsgerichts zu Ebermannstadt, dessen Sprengel deckungsgleich mit dem vorherigen Landgerichtsbezirk Ebermannstadt war und folglich die damaligen Gemeinden Albertshof, Birkenreuth, Breitenbach, Burggaillenreuth, Burggrub, Drosendorf am Eggerbach, Drügendorf, Dürrbrunn, Ebermannstadt, Engelhardsberg, Eschlipp, Gasseldorf, Götzendorf, Hagenbach, Heiligenstadt in Oberfranken, Hetzelsdorf, Lützelsdorf, Muggendorf, Neuses, Niedermirsberg, Oberfellendorf, Oberleinleiter, Oberweilersbach, Pretzfeld, Reifenberg, Rüssenbach, Siegritz, Streitberg, Stücht, Tiefenstürmig, Traindorf, Unterleinleiter, Unterweilersbach, Wannbach, Weigelshofen, Wohlmannsgesees, Wohlmuthshüll, Wüstenstein und Zoggendorf beinhaltete. Übergeordnete Instanz war das Landgericht Bamberg.
Durch die Aufhebung des Amtsgerichts Gräfenberg am 1. Januar 1932 erweiterte sich der Amtsgerichtsbezirk Ebermannstadt noch um die Orte Affalterthal, Egloffstein, Hundshaupten und Zaunsbach.
Nach der kriegsbedingten Herabstufung des Amtsgerichts Ebermannstadt zu einer Zweigstelle des Amtsgerichts Forchheim und der amtlichen Bestätigung dieser Maßnahme im Jahre 1956 wurde diese Zweigstelle auf Anordnung des Bayerischen Staatsministeriums der Justiz mit Wirkung vom 1. Juli 1959 aufgehoben.

## Gerichtsgebäude
Das ehemalige Amtsgerichtsgebäude hat die Anschrift Bahnhofstraße 5 und wurde vom Bayerischen Landesamt für Denkmalpflege als Baudenkmal (D-4-74-121-12) ausgewiesen. Der heute als Bürgerhaus und Heimatmuseum dienende zweigeschossige massive Putzbau hat ein flach geneigtes Walmdach und wurde um 1870 im spätklassizistischen Stil erbaut.